# Gesundheitswirtschaft
Gesundheitswirtschaft kann als ein Sammelbegriff für alle Wirtschaftszweige verstanden werden, die etwas mit Gesundheit zu tun haben. Sie setzt sich aus verschiedenen Akteuren zusammen. Der Kernbereich, auch als erster Gesundheitsmarkt bezeichnet, umfasst im engeren Sinne den Bereich der Gesundheitsversorgung, die größtenteils durch Gesetzliche Krankenversicherung (GKV) und Private Krankenversicherung (PKV), den Staat und weitere Sozialversicherungsträger geprägt ist. Die deutsche Gesundheitswirtschaft hat eine erhebliche ökonomische Bedeutung für die deutsche Volkswirtschaft. 5,6 Millionen Menschen arbeiteten 2017 dort. Damit war etwa jeder achte Erwerbstätige in dieser Branche tätig. Nach einer weiteren Definition (inklusive Wellnessbranche, Gesundheitstourismus u. a.) waren es 2018 7,6 Millionen Beschäftigte und damit jeder sechste Erwerbstätige.

## Einordnung
Nach Auffassung des deutschen Gesundheitsökonomen Andreas Goldschmidt führen sowohl ein fast völlig regulierter Gesundheitsmarkt wie in Großbritannien als auch ein weitgehend deregulierter Markt wie in den USA zu Lücken in der nachhaltigen und flächendeckenden Patientenversorgung. Eine Mischform aus sozial ausgewogenen, aber auch marktwirtschaftlichen bzw. wettbewerbsorientierten Rahmenbedingungen schaffe dagegen ein Optimum in der Versorgung. Bei der 1. Nationalen Branchenkonferenz Gesundheitswirtschaft wurde 2005 formuliert, Gesundheitswirtschaft umfasse die Erstellung und Vermarktung von Gütern und Dienstleistungen, die der Bewahrung und Wiederherstellung von Gesundheit dienen. Während der Begriff Gesundheitswesen eher als Beschreibung des äußerst komplexen Gesundheitssystems unserer Krankenversorgung dient, umfasst die Gesundheitswirtschaft als ganze also nicht nur die überwiegend öffentlich finanzierte und staatlich reglementierte stationäre und ambulante Versorgung Kranker, die wirtschaftlich betrachtet weniger als die Hälfte des gesamten Gesundheitsmarktes dieser Branche ausmacht. Dazu gehören neben Krankenhäusern und Reha-Einrichtungen auch die medizinische Versorgung in Haus- und Facharztpraxen, die pharmazeutische Industrie, Medizintechnik, Gesundheitstourismus, Wellness sowie die Fitnessbranche.

## Bedeutung in Deutschland
Die Gesundheitswirtschaft ist einer der größten Teilbereiche der deutschen Volkswirtschaft. 5,6 Millionen Menschen arbeiteten 2017 dort. Damit war etwa jeder achte Erwerbstätige in dieser Branche tätig. Nach einer weiteren Definition (inklusive Wellnessbranche, Gesundheitstourismus u. a.) waren es 2018 7,6 Millionen Beschäftigte und damit jeder sechste Erwerbstätige. Diese Zahl ist im Zunehmen begriffen. Die Kräfte des Gesundheitsmarktes unterliegen jedoch einer betont staatlichen Regulierung mit einer Vielzahl von Novellierungen bzw. Gesundheitsreformen auf gesetzgeberischer Ebene v. a. im Sozialgesetzbuch in den letzten 30 Jahren.
Im Jahr 2018 wurden 390,6 Milliarden Euro für Gesundheit, medizinische Vorsorge und Heilung ausgegeben, was einem Anteil von 11,7 Prozent am damaligen Bruttoinlandsprodukt (BIP) entspricht. Das waren 4718 Euro pro Kopf. Somit ist in dieser Hinsicht der Gesundheitssektor erheblich bedeutender als beispielsweise die Automobilindustrie mit 0,9 Millionen Arbeitsplätzen und einem Anteil von 4,7 Prozent am BIP im Jahr 2016. Aufgrund der wachsenden Bedeutung in Deutschland stellt das Bundesministerium für Wirtschaft und Technologie (BMWi) die Gesundheitswirtschaft in einem eigenen „Gesundheitssatellitenkonto“ (GSK) innerhalb der Volkswirtschaftlichen Gesamtrechnungen sichtbar in allen gesundheitsbezogenen Bereichen dar. Die Zuständigkeit im BMWi liegt im Bereich Grundsatzfragen der Gesundheitswirtschaft und Soziale Dienstleistungen, der von Ministerialrat Christian Lipicki geleitet wird.

### Pharma
Der Pharmabereich spielt innerhalb und abseits der unmittelbaren Gesundheitsversorgung eine große Rolle in der Gesundheitswirtschaft. Die Arzneimittelausgaben sind fast halb so hoch wie die für den gesamten Krankenhausbereich und stiegen zwischen 2004 und 2010 um jährlich 4,1 %. Zum ersten Mal seit 2004 fielen die von den gesetzlichen Krankenkassen erstatteten Arzneimittelausgaben von 30.2 Milliarden Euro 2010 auf 29.1 Milliarden Euro 2011. Das entspricht einem Minus von 1.1 Milliarden Euro bzw. minus 3,6 %, verursacht durch Anpassungen der Sozialgesetze – SGB: Herstellerrabatte 16 % statt 6 %, Preismoratorium, mehr Rabattverträge und höhere Apotheken- sowie Großhandelsabschläge.
Pharmazeutische Unternehmen erwirtschafteten 2021 auf dem deutschen Gesundheitsmarkt mit rund 120.000 Beschäftigten einen Gesamtumsatz von 53 Milliarden Euro. Die deutsche Pharmabranche ist (im Gegensatz zur Medizintechnik) in erster Linie durch einige wenige (exportstarke) Großhersteller gekennzeichnet, die den Großteil des Umsatzes erzielen. Hierzu gehören unter anderem Bayer, Boehringer Ingelheim und Merck.
Gemessen am Investitionsanteil zählt die Pharmabranche zu einer der forschungsintensivsten in Deutschland. Künftige Innovations- und Wachstumschancen sehen die Hersteller besonders in den Bereichen Onkologie, Immunologie/Entzündung sowie Infektionskrankheiten. Aktuell ist speziell in diesen Behandlungsfeldern die Mehrheit der von deutschen Herstellern eingeführten Präparate und der sich aktuell in der Entwicklungsphase befindlichen biopharmazeutischen Wirkstoffe zu verorten.

## Bedeutung in Österreich
Die privaten und öffentlichen Ausgaben für Gesundheit betragen in Österreich etwas mehr als zehn Prozent (2007: 10,1 Prozent) des Bruttoinlandsproduktes. Eine Studie des Österreichischen Instituts für Wirtschaftsforschung prognostizierte dem Gesundheitswesen einen Beschäftigungszuwachs von 2,4 Prozent pro Jahr. Für 2010 wurden 324.000 unselbstständig Beschäftigte im Gesundheitswesen erwartet. Bis 2020 wird eine Steigerung des Marktvolumens auf 67,8 Milliarden Euro vorausgesagt.